# Militär Historia
Militär Historia var ett månatligt populärvetenskapligt magasin om militärhistoria som utgavs 2009–2023. 

## Utgivning
Militär Historia startades år 2009 av förlaget Historiska Media som också gav ut Populär Historia. Det var den första militärhistoriska tidskriften speciellt framtagen för en svensk läsekrets, och som inte byggde på översatt material. Från november 2009 samarbetade Militär Historia med det militärhistoriska forumet Krigsforum.se med syftet att ge läsarna "[...] ytterligare möjlighet att diskutera militärhistoria med likasinnade".
Premiäråret 2009 utkom tre nummer. Från och med 2010 utkom tidningen med tolv nummer om året.
2010 såldes förlagets tidskrifter till LRF Media.
2016 köpte Bonnier Publications, med säte i Malmö och huvudkontor i Köpenhamn, de fyra titlarna Allt om Historia, Populär Historia, Militär Historia och Släkthistoria.
Den nischade tidskriften marknadsfördes som Sveriges ledande militärhistoriska tidning och skrev om ”krigshistoriens viktigaste händelser och mest intressanta personer. Taktik, teknik och dramatik”.
Eftersom tidningen inte längre var lönsam slogs den 2023 samman med Populär Historia.

## Dansk systertidning
Från 27 augusti 2009 utkom systertidningen Militær Historie på danska, men denna lades ner redan efter två år på grund av sviktande försäljning.